# Santa Cruz-Trindade
Santa Cruz-Trindade ist eine ehemalige Gemeinde (Freguesia) im portugiesischen Kreis (Concelho) von Chaves. In ihr leben 3105 Einwohner (Stand 30. Juni 2011). Sie war eine der Stadtgemeinden der Stadt Chaves.
Im Zuge der kommunalen Neuordnung Portugals nach den Kommunalwahlen am 29. September 2013 wurde sie mit der Gemeinde Sanjurge zur neuen Gemeinde União das Freguesias de Santa Cruz/Trindade e Sanjurge zusammenschlossen. Sitz der neuen Gemeinde ist die Ortschaft Cocanha.